# マル・デ・アホ
マル・デ・アホ (スペイン語: Mar de Ajó) は、アルゼンチンの大西洋岸地域、ブエノスアイレス州ラコスタ・パルティードに属するシウダー。観光地、海水浴地。「ニベの都」としても知られる。
創立は1935年12月21日。ブエノスアイレス市から360kmの距離にあり、観光客および消費者向けの飲食店、商業施設に加え、保養目的の観光客向けの広大で閑静な海岸、貴重なホテル群、カジノ、ビンゴ遊戯場、劇場、映画館、サーキット、砂丘を擁する。
目抜き通りには、帆船モクテスナ号でペルーのバイア・デ・パラカス上陸を果たしたホセ・デ・サン＝マルティン将軍を顕彰した『解放者と海』という像がある。この像は高さ10メートル、地元の芸術家リカルド・D・エミリオによって製作されたものである。
緑地、住宅地、ビル街との間の調和がとれた特徴的な景観の街並みである。沖合には以前座礁した船舶が残されており、周辺の観光の呼び物となっている。

## 沿革
ラコスタ・パルティード内の他の ロカリダーと同様、ブエノスアイレス州知事ドン・フアン・ミゲル・デ・ロサスによって1839年に創設されたアホ・パルティードの一部とされた。その後、1891年、 パルティードの名称が、当時アルゼンチンで最も重要なものの一つになっていたアホ・パルティードの中心集落と港の名を取って、ヘネラル・ラバジェ・パルティードと改称された。
1934年、フェレーロとスプリンゴロ（後のホテル・ラ・マルガリータのオーナー）がラモス・メヒア家を説き伏せて、その所有地をリゾート開発のために分割させた。こうして、マル・デ・アホ地所海水浴場会社が技術者ペレスとマルティネス・デ・オスをプランナーとして発足した。
翌年には、アルゼンチン自動車クラブ（es:Automóvil Club Argentino）が設置され、会員向けにキャンプ場や行楽施設を提供し始め、今日に至っている。このことは、この新しい海水浴地を大いに活気づけることにつながった。
1978年7月1日、都市基礎自治体法に基づき、新しい ムニシピオが創設されたが、中でも、ラコスタ・ムニシピオは、サン・クレメンテからコスタ・エスメラルダまでの海水浴地を包括することになった。
共に1935年に創設されたサン・クレメンテとマル・デ・アホがラコスタ・ムニシピオにおいて観光開発の先進地であったことは特筆すべきことである。

## 人口
マル・デ・アホと周辺のロカリダーであるサン・ベルナルド・デル・トゥユー（es:San Bernardo del Tuyú）、ヌエバ・アトランティス（es:Nueva Atlantis）、ラ・ルシーダ・デル・マール（es:La Lucila del Mar）、アグアス・ベルデス（es:Aguas Verdes (Argentina)）をまとめたマル・デ・アホ−サン・ベルナルド都市圏（es:Mar de Ajó - San Bernardo）の合計の人口は、28,466人（国立統計国勢調査研究所（es:Instituto Nacional de Estadística y Censos (Argentina)）、2010年）。
2010年の国立統計国勢調査研究所の統計では、マル・デ・アホとヌエバ・アトランティスの合計で17,016人。
若年層の割合が高いことと人口の流動性の高さが特色である。
人口の多い地区として、マル・デ・アホ・ノルテ、ビジャ・クレリア（名称はクレリア・マクシットを顕彰したもの）、セントロ、ペドロ・ロッコ（当地の著名なホテルの名称にちなんで「エル・シルビオ」とも呼ばれる）、サン・ラファエル（住宅街）、ロス・トロンコスがある。当地は、ラコスタ・パルティードで最も定住人口の多い都市である。

## 領域
マル・デ・アホは、ラコスタ・パルティードに所在する。領域の北にマル・アルヘンティノ（es:Mar Argentino）、西に州道11号「海水浴街道」（es:Ruta Provincial 11 (Buenos Aires)）、北にサン・ベルナルド・デル・トゥユーとの境界となるベルグラノ将軍大通り、南にヌエバ・アトランティスとの境界となるエチェベリア通りがそれぞれ隣接している。

## 海岸

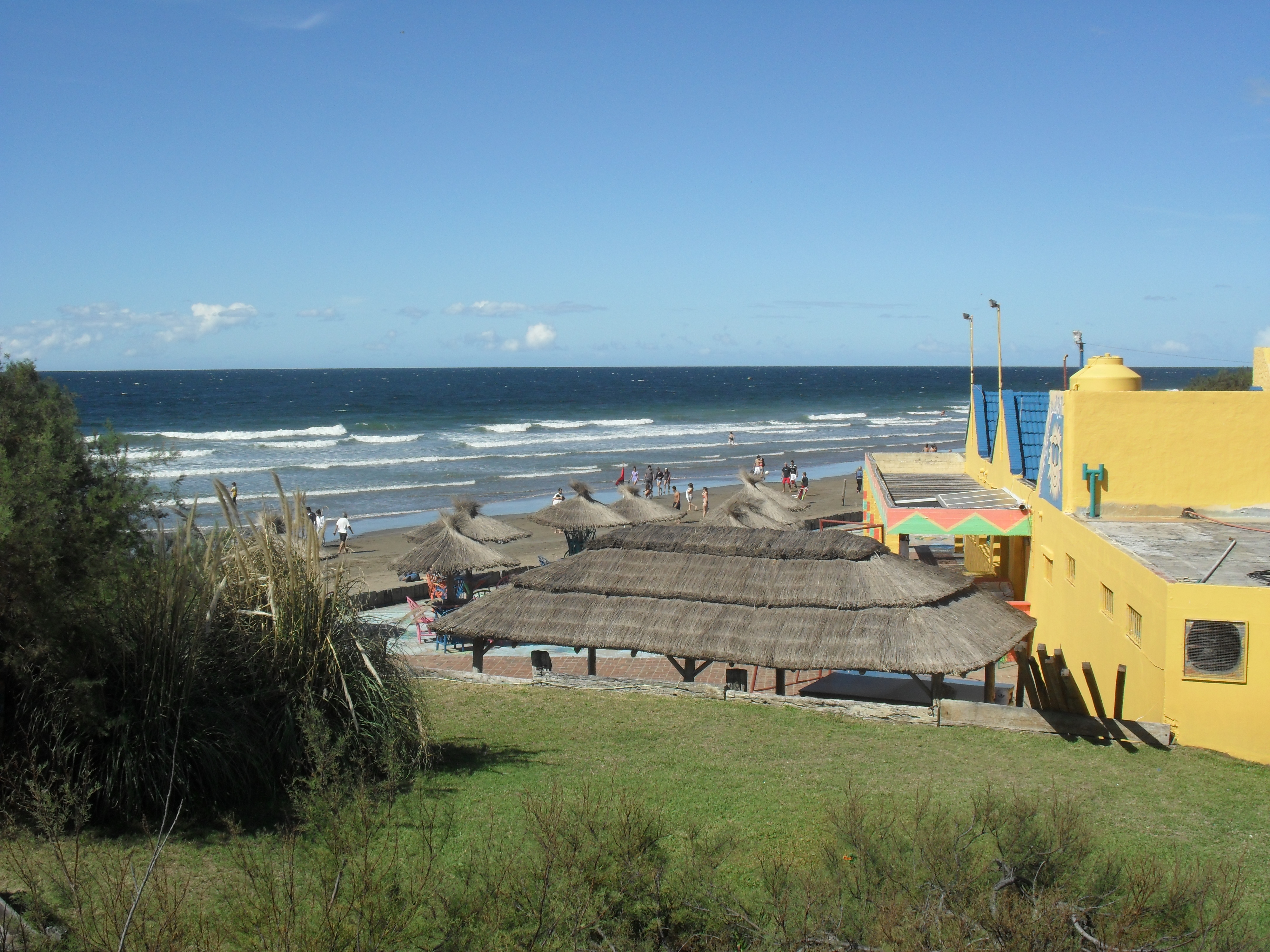
マル・デ・アホの海岸

当地には穏やかで美しい安全な広い海岸がある。アルゼンチンでは最東端に位置し、大西洋からの強力な風にさらされることが特徴である。そのため、風向きによって、青から金色へそしてすぐに緑へと短い時間の間に容易に海面は色を変える。2月の平均海水温は摂氏22度、アルゼンチンの大西洋岸（es:costa atlántica argentina）では最も高い（例外は、リオネグロ州のラス・グルタス（es:Las Grutas）と同じブエノスアイレス州のモンテ・エルモソ（es:Monte Hermoso））。

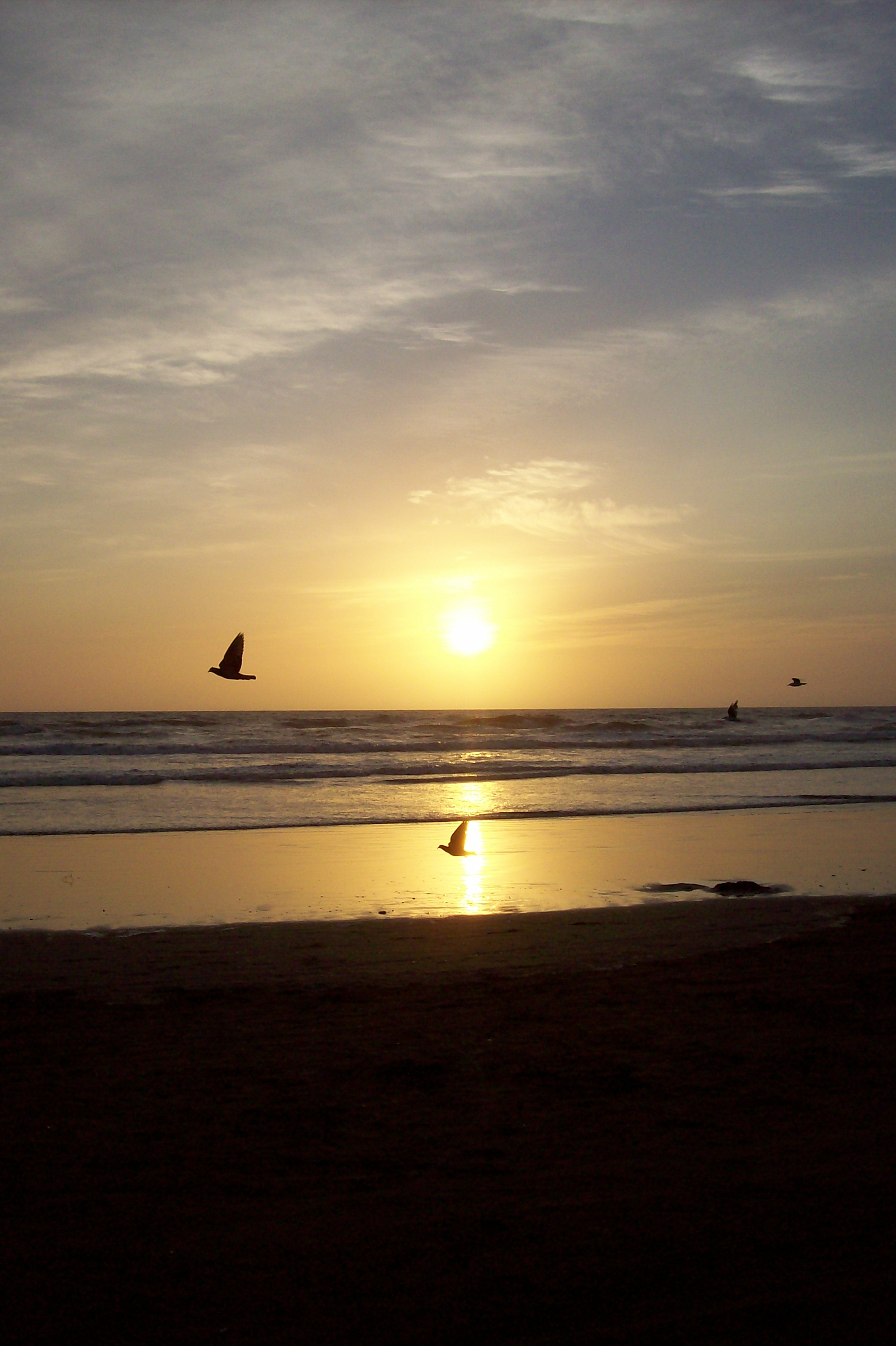

ウインドサーフィン、カイトサーフィン、ボディボード、サンドボード、ビーチラグビー、ビーチサッカー、ビーチバレーなどのスポーツもさかんである。

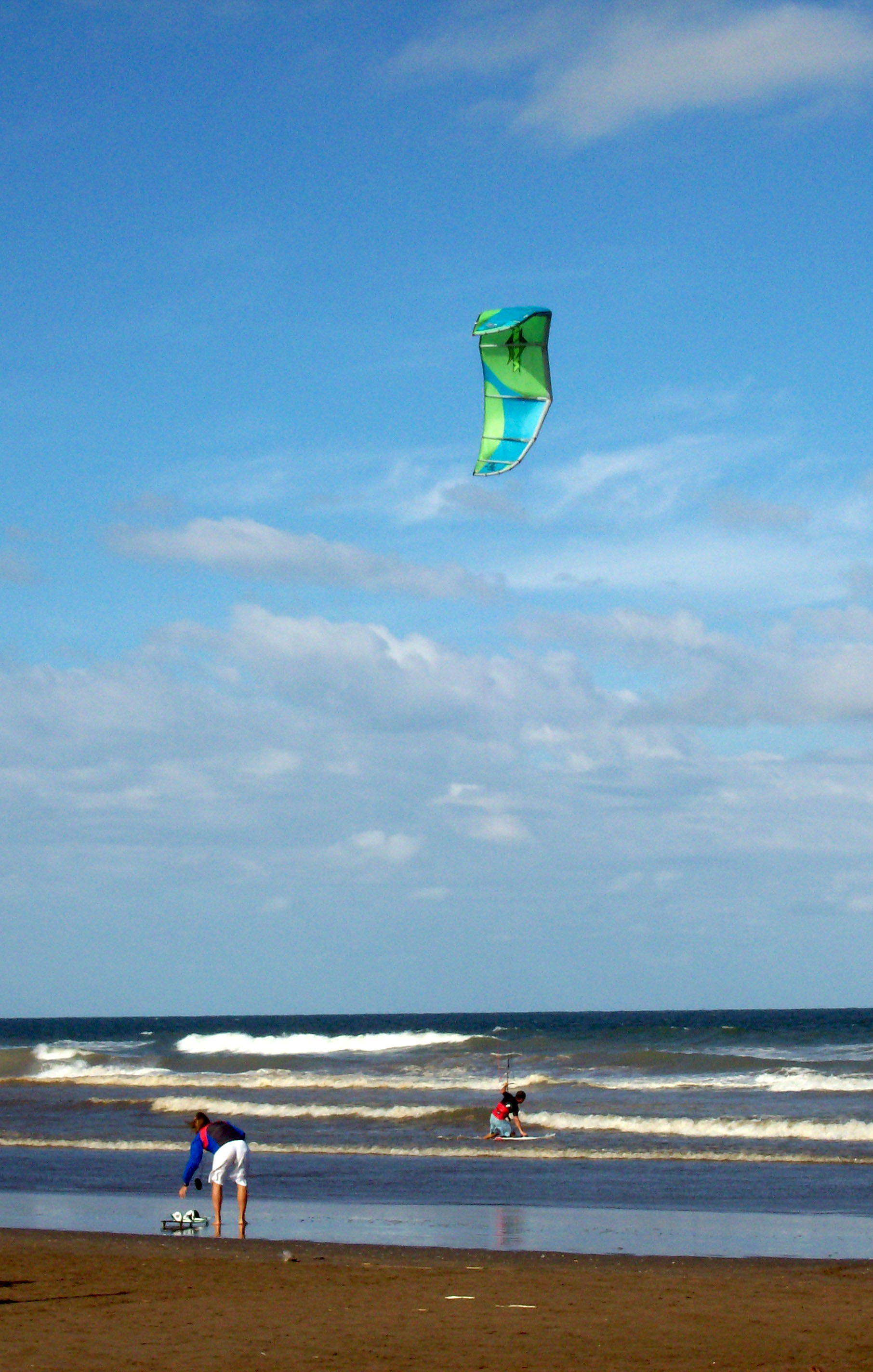
カイトサーフィン

## 演劇・映画
劇場および映画館は4軒ある。コラル映画演劇館では、著名な演劇作品が常時上演されている。また、ラコスタ国際バレエ団が当地に本部を置いている。

## 船舶の遭難事故

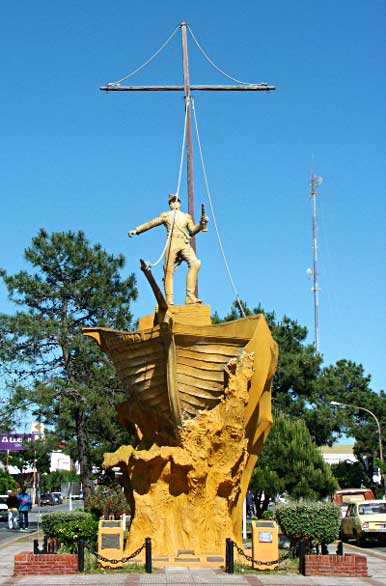
地元の芸術家リカルド・エミリオ作のサン=マルティン将軍像

1914年にパナマ運河が開通するまで、船で大西洋から太平洋に行くには、もっぱらマゼラン海峡を抜ける航路が用いられた。そのため、マル・デ・アホ沖合海域の船舶の通行が過密な状態となっていた。それに加えて、船舶運行者がその無知、無思慮と技術の未熟から、浅瀬や霧、偶発的な荒天の中、この海域を航行しようとする危険を冒すことがあった。1891年のドイツの帆船・ハンブルクのアンナ号の座礁、1878年のイギリスの帆船・カルナック号の座礁、1880年のマルガレータ号の座礁といった事件が著名である。

## カジノ
1996年に開店、スロットマシン、ルーレット、ブラックジャックが行われている。

## 音楽祭「ロックと砂丘」
当地は、音楽祭「ロックと砂丘」の開催地の一つであり、レオン・ヒエコ、カパンガ（es:Kapanga）、ラトーネス・パラノイコス（es:Ratones Paranoicos）、カトゥペク・マチュ（es:Catupecu Machu）といったアーティストが参加している。この音楽祭は、ほかにサン・ベルナルド・デル・トゥユー、サンタ・テレシータ（es:Santa Teresita）、サン・クレメンテ・デル・トゥユーの各ロカリダーでも開催されている。

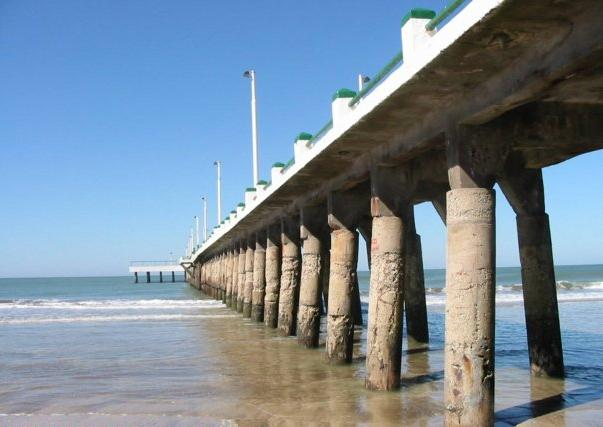
270m超の魚釣り桟橋

## フィッシング
当地の海岸は古くから魚釣り愛好者に好まれてきた。アルゼンチンでも最大級の釣り桟橋があるためで、この桟橋は、コンクリート造で270メートル以上が海にせり出しており、先端に20〜25メートルの垂直方向に伸びた部分があり、高さは海面から最大8メートルとなる。1936年に建造されて以来、今日でも手洗い場があり、夜間に電飾が施され、レストラン、軽食堂、喫茶店が営業している。よく釣れる魚としては、ブリケータ、コルビナと呼ばれるニベの類、ツノザメ等の小型のサメ類、ナマズ類、メルルーサ、エイが挙げられる。隣接地域には釣り客や見物客用の店舗が多数ある。当地近隣のロス・オルコネスやラ・サラダなどの潟湖では、トウゴロウイワシや川魚を取ることも楽しめる。さまざまな商店が海釣り客にサービスを展開しており、釣り道具や船での食事の提供も扱っている。また、職業的な漁師もおり、水揚げした魚を地元や市外の店に卸している。

## ニベの祭
「ニベの祭」というイベントが40年以上前から毎年11月下旬ないし12月上旬の週末に開催されている。開催期間中には、釣りの競技会や、ナショナル・クイーン、マザー・クイーン、ミス・コルビナの選出が行われる。選出された女性たちは、7年の任期の間、馬車行列、各種施設、また、重要な文化・芸術・スポーツのイベント、伝統的な網焼き料理であるニベのアサードの集まりに招待され、訪問することになる。

## サーキット「ルイス・ルベン・ディ・パルマ」

ルイス・ルベン・ディ・パルマ

「ルイス・ルベン・ディ・パルマ」は、4,679メートルのコースを有するサーキットであり、360ヘクタールの敷地には、ほかにも専用駐車場、ピット、売店、自動車修理場、ヘリポートが設置されている。毎年のようにカーレースが開催されており、特に、TC、TC2000、トップレースV6が著名である。

## 博物館
地元の歴史博物館・資料館では、写真や各時代の遺物で記録された当地の地域共同体の変化と発展を示す歴史的資料が展示されている。また、1892年のプンタ・ラサ、1893年のプンタ・メダノスの各灯台の設置前後に沈没した船の遺構や、当地周辺地域に約1万年前に棲んでいた鯨類、オオアルマジロ、オオナマケモノの骨格標本が展示されている。

## 守護聖人・聖マルガリータ・マリア・デ・アラコケの祝日
聖マルガリータ・マリア・デ・アラコケ教区では、10月17日、教区の名の起源になった守護聖人の祝日が祝われる。チャスコムス司教区の司教の来訪を受けてミサが執り行われた後、行列行進が行われる。当日は、文化的・宗教的行事が併せて行われる。

## アルゼンチン・アトランティス大学
ブエノスアイレス都市圏の大西洋岸の地理的・戦略的中心地である当地には、高等教育機関として、アルゼンチン・アトランティス大学（es:Universidad Atlántida Argentina）が設置され、各種の専門課程が開講されている。

## 主要地区の概要
歴史市街またはセントロ
長年にわたって、当海水浴地は、沖合で遭難した船の名を取って「マルガリータ海岸」として知られていた。この地域を最初に区割りして名付けられたのが当地区である。当地の商業の中心地となっている。
サン・ラファエル
地所・海水浴場開発者協会が2番目に区画、分譲したのがこの地区であり、地区の北部には、アルゼンチン自動車クラブがあり、キャンプ場が併設されている。協会は、その名称を「サン・ラファエル」と改め、それが地区の名称にもなっている。住宅地である。
ペドロ・ロッコ
ブラウン提督通りとカルベッティ通りが他の地区との境界となっており、この地区に建てられた重要なホテルの名を取ってエル・シルビオとして長年知られてきた。後に、ペドロ・ロッコと公式に命名されたが、この名は、最初の地域振興住民協会の開発者の一人であり、トリノ通りとベルグラノ通りの交差点にあった有名な「屋形船」の所有者を顕彰したものである。住宅地である。
ビジャ・クレリア
ビジャ・クレリアと名付けられたこの地区は、当地で海岸から最も離れた地区であり、今日では海水浴場間をつなぐルート上にあるが、定住者によって住宅建設地として選ばれ、1年通じて人口の最も密集した地域である。長距離バスのターミナルや技術中等教育学校（E.E.T. No.2）が設置されている。
ロス・トロンコス
当地では特徴的な地区である。セントロ地区とビジャ・クレリア地区の間に位置する。高級な住宅が並んでいることが特色である。著名な住人として、ロシ・デ・パニがいる。
マル・デ・アホ・ノルテ
1939年、フアン・カルロス・チオーサは、ルイス・ゲレロとルイス・ピーナと協会を組織しマル・デ・アホの北部に114ヘクタールの土地を購入することを決めた。海水浴場を興そうとし、さらには、水深の深い港に防波堤を構築しようと考えたのである。この防波堤は、かなり後年になって桟橋として利用されることになった。しかし、その計画の具体化は、チオーサを十分には満足させるところとならず、彼は協会を解散させ、新しい組織をもってマル・デ・アホ・ノルテに近接する区画を購入し、サン・ベルナルド・デル・トゥユーを創建した。やがて、マル・デ・アホ・ノルテは、マル・デ・アホ最大の地区になっていった。
マル・デ・アホ・フィッシングクラブがこの地区にある。また、住民委員会が置かれている。

## スポーツクラブ
- マル・デ・アホ・ソーシャル・スポーツクラブ - 1944年11月24日創立。ラコスタ・パルティードでは最古のスポーツクラブである。本部はM.レベンソン通り253番地、副本部は同じく100番地に置かれており、運動場がラバジェ将軍公園にある。
- ビジャ・クレリアの守護者ソーシャル・スポーツクラブ - 1969年7月12日創立。本部はアスカスビ通り456番地。
- 中央スペインクラブ - 本部はサン・フアン通り156番地。
- ボリビア・ソーシャル文化スポーツクラブ - 本部はマル・デ・アホ・ノルテ地区。
- 自転車クラブ・ペダル
- マル・デ・アホ・ライオンズクラブ
- ヌエバ・アトランティス・ソーシャルクラブ